# Martin Marietta
«Ма́ртин Мариэ́тта» (англ. Martin Marietta) — ныне несуществующая американская компания, образованная в 1961 году слиянием компаний Glenn L. Martin Company и American-Marietta Corporation. Более двух третей доходов от продаж продукции и предоставляемых услуг составлял федеральный клиентский сектор обслуживания военных заказов (без учёта иностранных заказчиков американского вооружения и военной техники)..
В 1980-е годы стабильно входила в дюжину крупнейших подрядчиков военно-промышленного комплекса США по объёму заказов.

## История
Glenn L. Martin Company была основана в 1905 году Гленном Мартином в Калифорнии для производства самолётов. В основном компания специализировалась на производстве военных самолётов, в частности бомбардировщиков, однако с 1932 года выпускала также и успешный пассажирский самолёт M-130. В годы Второй мировой войны компанией были выпущены тысячи единиц техники, включая самолёты A-30 Baltimore, бомбардировщик B-26 и B-29, летающий корабль PBM Mariner, и грузовой самолёт-амфибию Mars. После окончания войны компания сделала неудачную попытку выйти на рынок гражданской авиации, которая стоила ей нескольких лет крупных убытков. В конце 1950-х годов Martin Company начала производство ракет, которые вскоре стали её основной продукцией, последний самолёт был выпущен в декабре 1960 года.
В 1961 году Martin Company объединилась с American-Marietta Corporation, производителем химической продукции, красок, чернил и стройматериалов. Объединённая компания Martin Marietta ещё больше расширила сферу деятельности в 1968 году, купив производителя алюминия Harvey Aluminum. В 1970-х годах компания участвовала в программе «Викинг» и изготавливала внешние топливные баки для «Шаттлов».
В 1982 году «Мартин Мариэтта» пережила попытку враждебного поглощения корпорацией Bendix Corporation, купившей контрольный пакет акций. В качестве защиты менеджмент компании начал скупать акции Bendix (так называемая Защита «Pac-Man»). Сложившаяся патовая ситуация разрешилась с помощью Allied Corporation, которая приобрела крупные пакеты акций в обеих компаниях. Однако в результате этой операции Martin Marietta осталась с крупным долгом ($1,34 млрд) и вынуждена была продать цементые, химические и алюминиевые предприятия. В конце 1980-х годов компания начала осваивать сферу электроники и информационных технологий, однако основной продукцией оставались ракеты и ракетные комплексы, а также участие в космических программах.
Бюджет министерства обороны США сократился с 96 млрд долларов в 1987 году до 75 млрд в 1992 году, результатом этого стала серия слияний и поглощений среди его основных подрядчиков, включая Martin Marietta. В 1992 году за 3 млрд долларов было куплено аэрокосмическое подразделение General Electric.
В 1995 году Martin Marietta объединилась с Lockheed Corporation, образовав Lockheed Martin, а в 1996 году из Lockheed Martin выделилась независимая компания Martin Marietta Materials.

## Инновации
Инновационный подход Martin-Orlando — крупнейшего исследовательского подразделения в структуре Martin Marietta — к организации управления исследовательскими проектами, внедрённый в конце 1950-х годов, оправдал себя в скором времени и уже с начала 1960-х был использован как образец для подражания другими ведущими компаниями и учреждениями военной промышленности: Raytheon, McDonnell, Hughes, Sperry, Thompson-Ramo-Wooldridge, Collins, Bendix, Bulova, Ford, Thiokol и исследовательскими учреждениями Агентства баллистических ракет Армии США, при организации НИОКР.

## Разработки

### Ракетное вооружение
- Лакросс
- Матадор
- Мейс
- Першинг-1А
- Першинг-2